# Septicemie
Septicemia este o stare infecțioasă generalizată, cauzată de diseminarea unui germene patogen (adică a unui germene care poate provoca o boală) în întreg organismul, prin intermediul sângelui.

## Cauze
Germenii piogeni (care provoacă formarea de puroi), ca streptococii și stafilococii, se dezvoltă plecând de la un focar infecțios primitiv și se răspândesc pe cale venoasă. Un focar infecțios persistent (dentar, de exemplu) poate antrena o septicemie. 
Atunci când focarul infecțios inițial este o endocardită stângă, adică o infecție a inimii stângi, difuzarea microbilor se face pe cale arterială.

## Simptome și semne
Tabloul clinic în septicemie este compus din simptome și semne legate de focarul infecțios primar, la originea septicemiei (pneumopatie, infecție urinară, focar infecțios dentar, etc.), și simptome și semne legate de infecția sistemică. Sunt evocatoare pentru o septicemie : 
- febra ridicată, în clopot (cu vârfuri corespunzând descărcărilor infecțioase) sau în platou (fără variații) în caz de difuzare prin sistemul limfatic,
- frisoanele,
- starea generală de indispoziție.

Din punct de vedere clinic se deosebesc patru stadii:
1. sindromul de răspuns inflamator sistemic. Diagnosticul acestui stadiu se bazează pe prezența a cel puțin două semne dintre următoarele:
- febră peste 38°C sau, în cazul infecției cu germeni Gram negativi, hipotermie;
- tahicardie (frecvență cardiacă peste 90 bătăi/minut);
- tahipnee (frecvență respiratorie peste 20 respirații/minut).

2. sepsis non sever - la semnele menționate mai sus se adaugă prezența unui focar infecțios decelabil clinic.
3. sepsis sever - la semnele precedente se adaugă disfuncții ale unui sistem sau organ: coagulopatie, acidoză, hipotensiune arterială, oligurie, encefalopatie.
4. șoc septic, caracterizat prin persistenta sepsisului sever asociat cu disfuncții organice multiple (sindrom de deficiență viscerală multiplă).

## Diagnostic și tratament
Diagnosticul constă în punerea în evidență, prin hemocultură, a prezenței microbului în sânge. Antibioticele sunt administrate timp de minimum cincisprezece zile.